# La nota ubriaca
La nota ubriaca (High Note) è un cortometraggio animato Looney Tunes diretto da Chuck Jones. È privo di dialoghi.

## Trama
Una serie di note preparano lo spartito, per poi eseguirlo, del valzer Sul bel Danubio blu di Johann Strauss II. Appena comincia la musica, il direttore d'orchestra, una nota anch'esso, si rende conto che ne manca una. Si scopre che quest'ultima (la nota dalla faccia rossa "High Note") è ubriaca e sta barcollando fuori dallo spartito "Little Brown Jug", una canzone compresa nel medley di Moonlight Serenade di Glenn Miller. Inizia così un inseguimento tra il direttore d'orchestra e la nota in questione, coinvolgendo vari elementi dello spartito, come la Chiave di sol, una pausa da un quarto, un vibrato, etc. Quando finalmente la nota ubriaca è  stata fissata al suo posto nel pentagramma, la musica comincia. Durante l'esecuzione però, arrivati al suo momento, la nota manca di nuovo e con lei tutte le successive: sono tutte nello spartito "Little Brown Jug" ubriache. La nota protagonista si trova nello spartito di "How dry I am" "Come sono sobrio" di Irving Berlin e scambia la "I" (io) del titolo con "We" (noi).

## Distribuzione
È stato originariamente pubblicato il 3 dicembre 1960.

## Accoglienza
Nel 1961 è stato nominato per il Oscar al miglior cortometraggio d'animazione.